# 8607-es mellékút (Magyarország)
A 8607-es számú mellékút egy nagyjából 6 kilométer hosszú, négy számjegyű országos közút Győr-Moson-Sopron vármegye déli részén; Mihályi és a 86-os főút páli szakasza közt húzódik.

## Nyomvonala
Páli belterületének nyugati szélén ágazik ki a 86-os főútból, annak a 129+550-es kilométerszelvénye közelében, észak-északnyugati irányban. Rövid, alig 400 méternyi szakasza húzódik a község belterületén, ott a Vasút utca nevet viseli; 850 méter után kiágazik belőle északkelet felé egy számozatlan bekötőút Magyarkeresztúr Fölerdőmajor külterületi településrésze irányába, az első kilométerén túljutva pedig már Beled határai között folytatódik. 1,4 kilométer után – felüljárón, csomópont nélkül – átszeli az M86-os autóút nyomvonalát, 2,3 kilométer után pedig elhalad Beled, Magyarkeresztúr és Vadosfa hármashatára mellett. A továbbiakban már ez utóbbi község területén húzódik, ott keresztezi – alig néhány lépéssel arrébb, Páli-Vadosfa megállóhely térségének északkeleti végénél – a Hegyeshalom–Porpác-vasútvonal vágányait is.
3,2 kilométer után éri el Vadosfa belterületének déli szélét, a faluba érkezve a Kossuth Lajos utca nevet veszi fel. A központban találkozik a 8606-os úttal, amellyel mintegy negyed kilométernyi hosszban közös szakaszon húzódnak, majd az északi falurészben újra elválik attól és kevéssel azután kilép a lakott területről is. Körülbelül 4,1 kilométer után Mihályi területére ér, e község első házait 5,8 kilométer megtételét követően éri el. Utolsó szakasza a Vadosfai utca települési nevet viseli, s még mielőtt vége szakadna, beletorkollik a 8605-ös út keleti irányból, Szil felől. Mihályi központjának keleti szélén ér véget, beletorkollva a 8603-as útba, annak a 12+600-as kilométerszelvénye táján.
Teljes hossza, az országos közutak térképes nyilvántartását szolgáló kira.gov.hu adatbázisa szerint 6,010 kilométer.

## Települések az út mentén
- Páli
- (Magyarkeresztúr)
- (Beled)
- Vadosfa
- Mihályi

## Képgaléria

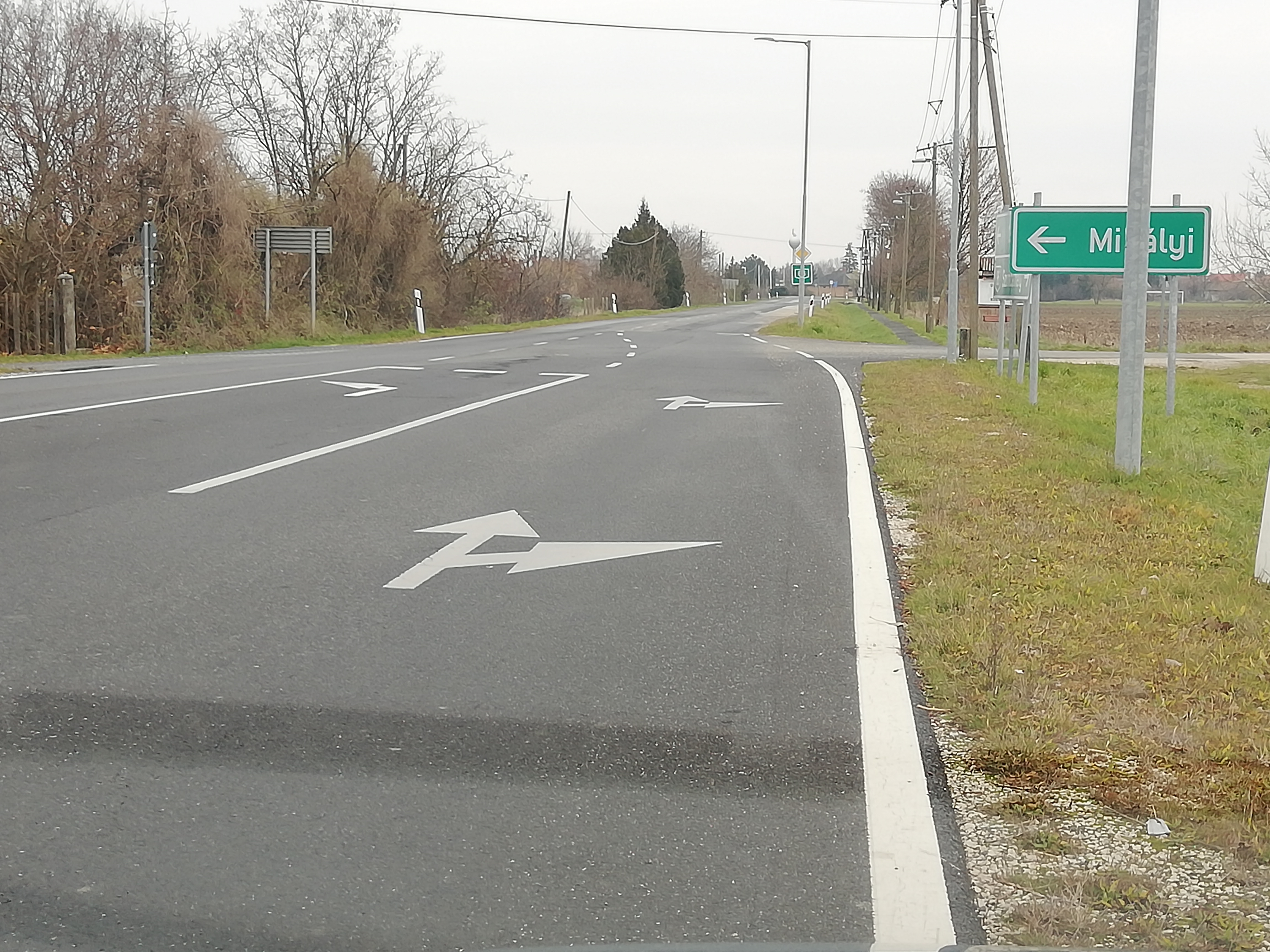
Kiágazása a 86-os főútból Páliban
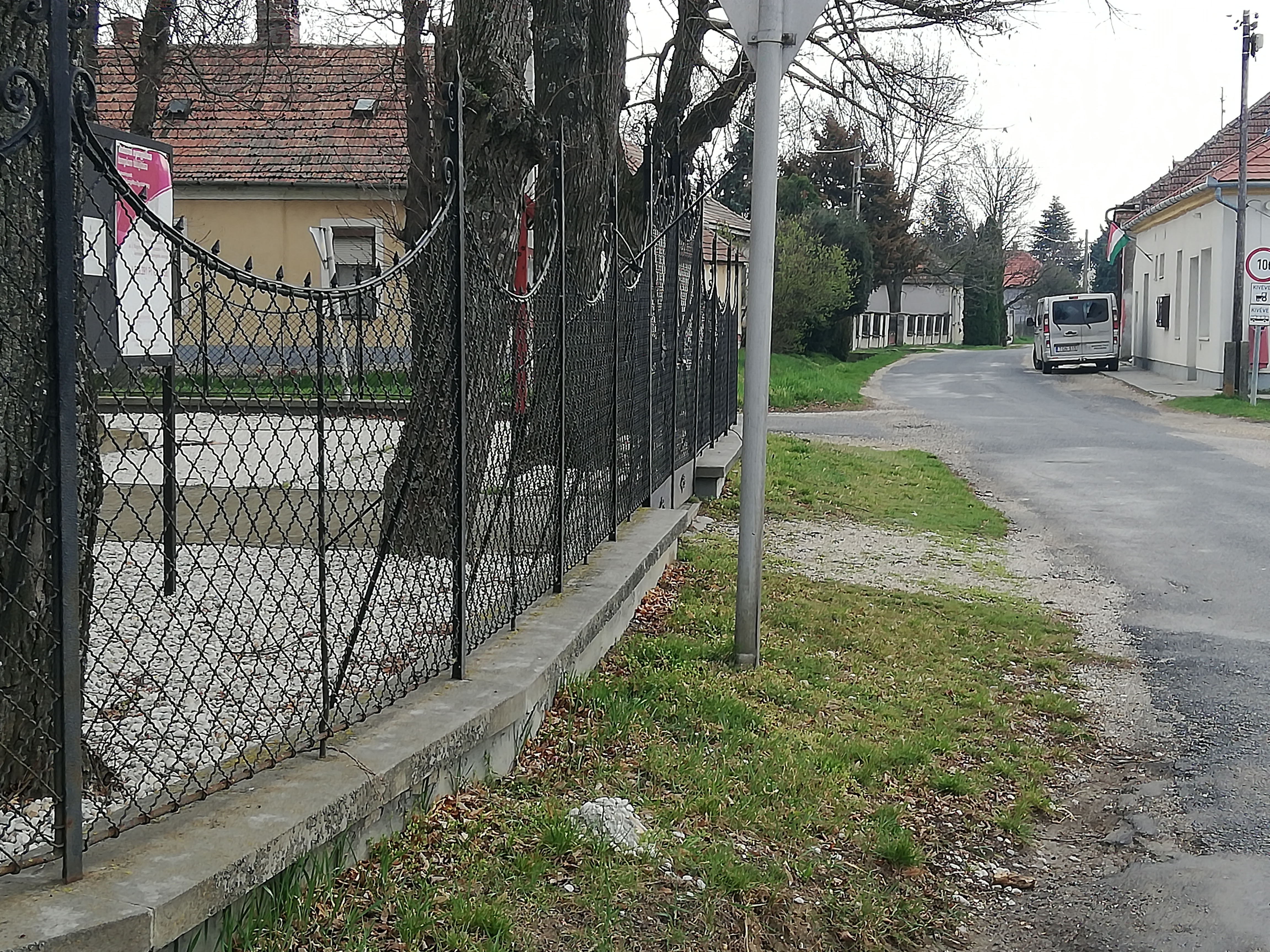
Az út a vadosfai evangélikus templom felől Páli felé nézve
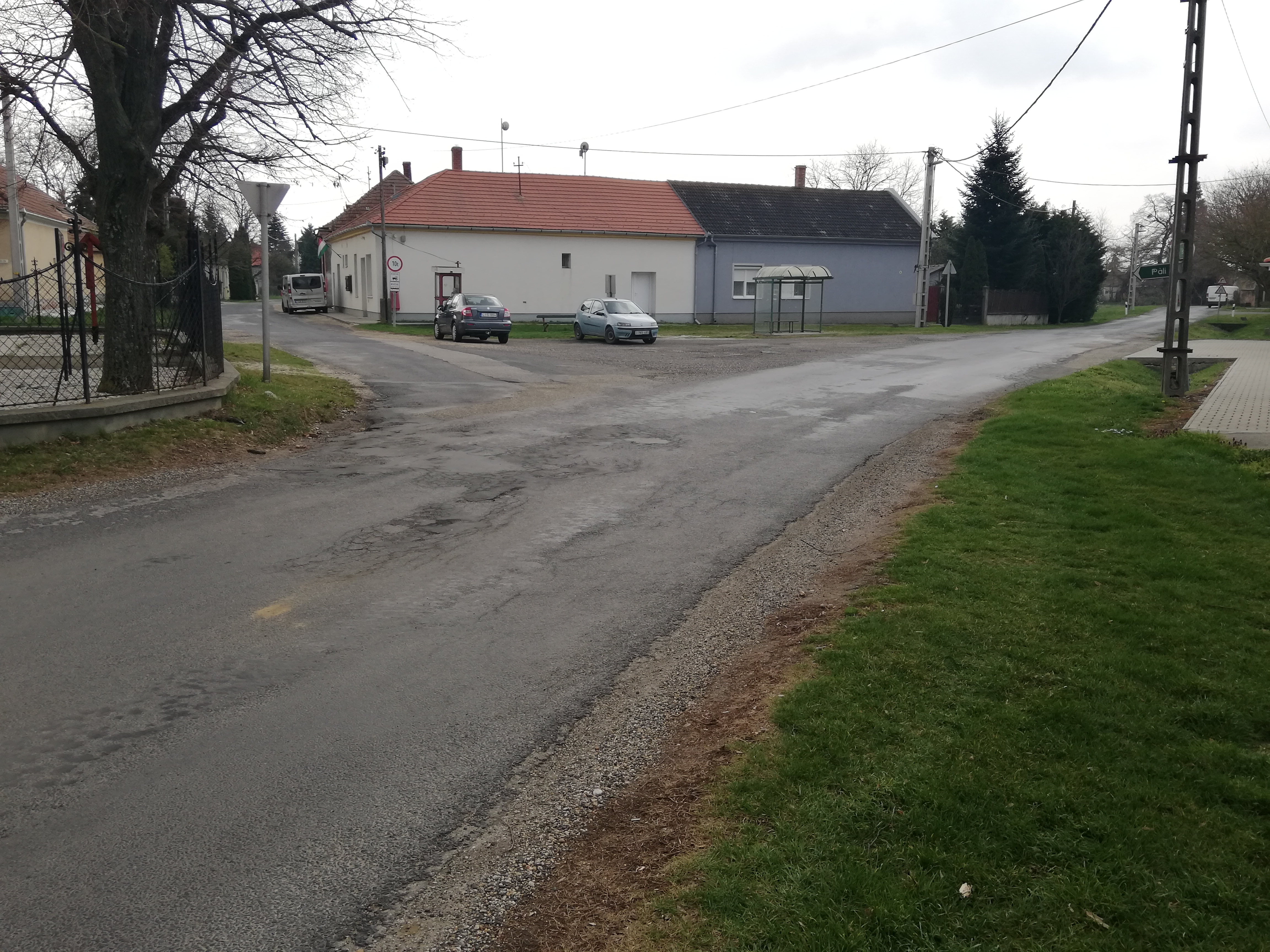
Találkozása a 8606-os úttal Vadosfa déli szélén
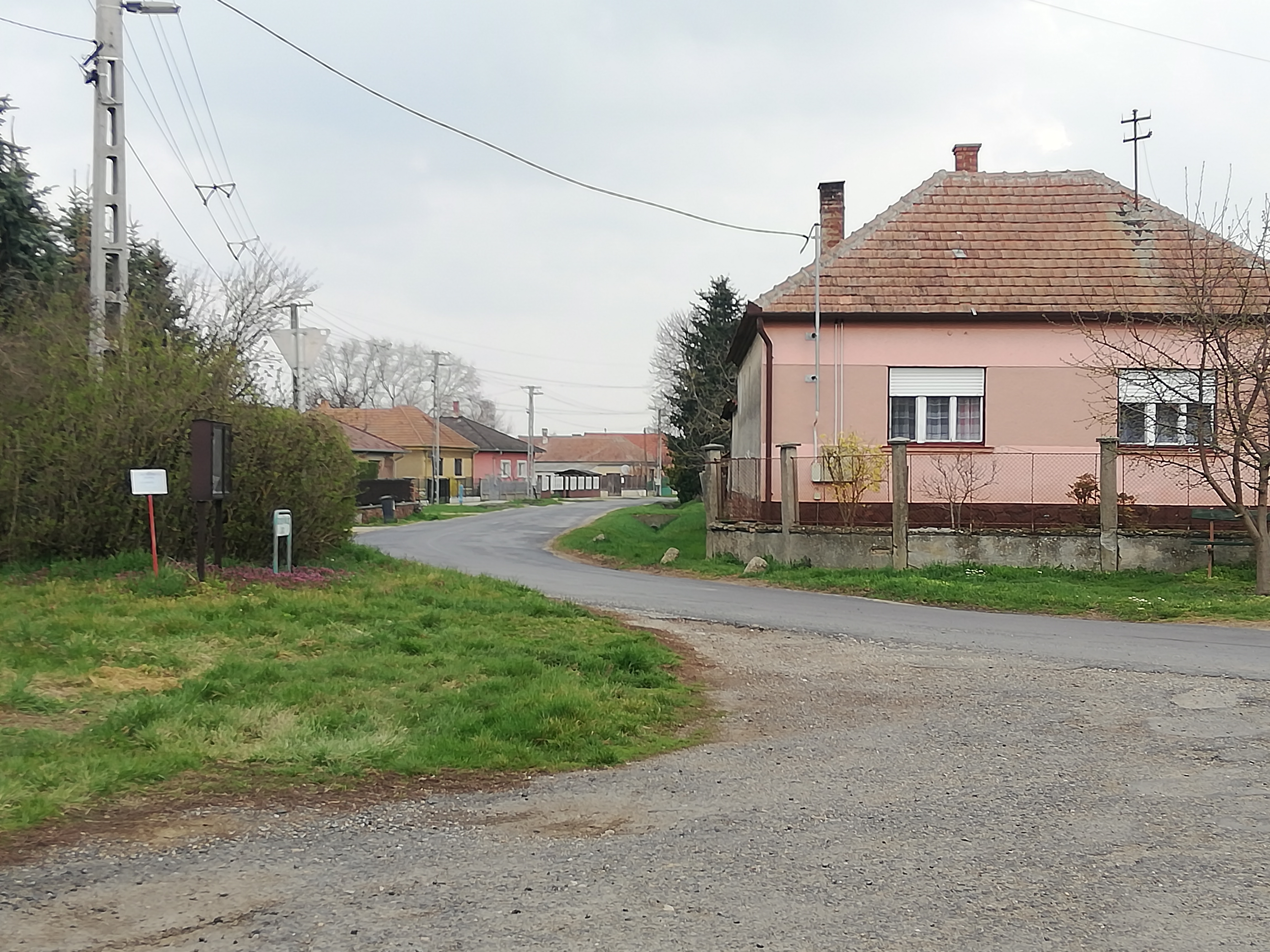
Elágazása Mihályi felé a falu északi szélén
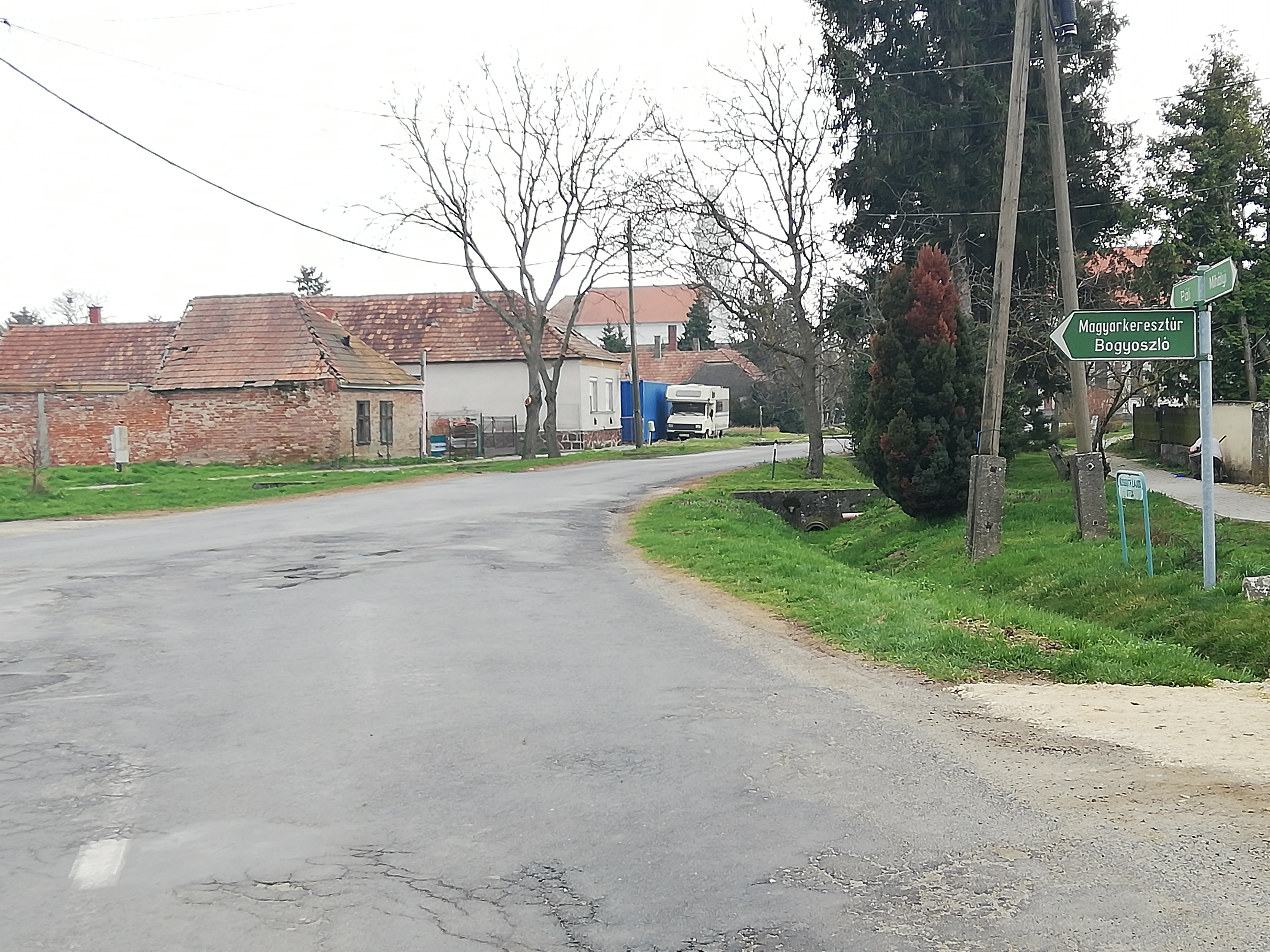
Szétágazása a 8606-es úttól Vadosfa északi részén, Mihályi felől nézve